# Albeuve
Albeuve (toponimo francese) è una frazione di 577 abitanti del comune svizzero di Haut-Intyamon, nel Canton Friburgo (distretto della Gruyère).

## Storia

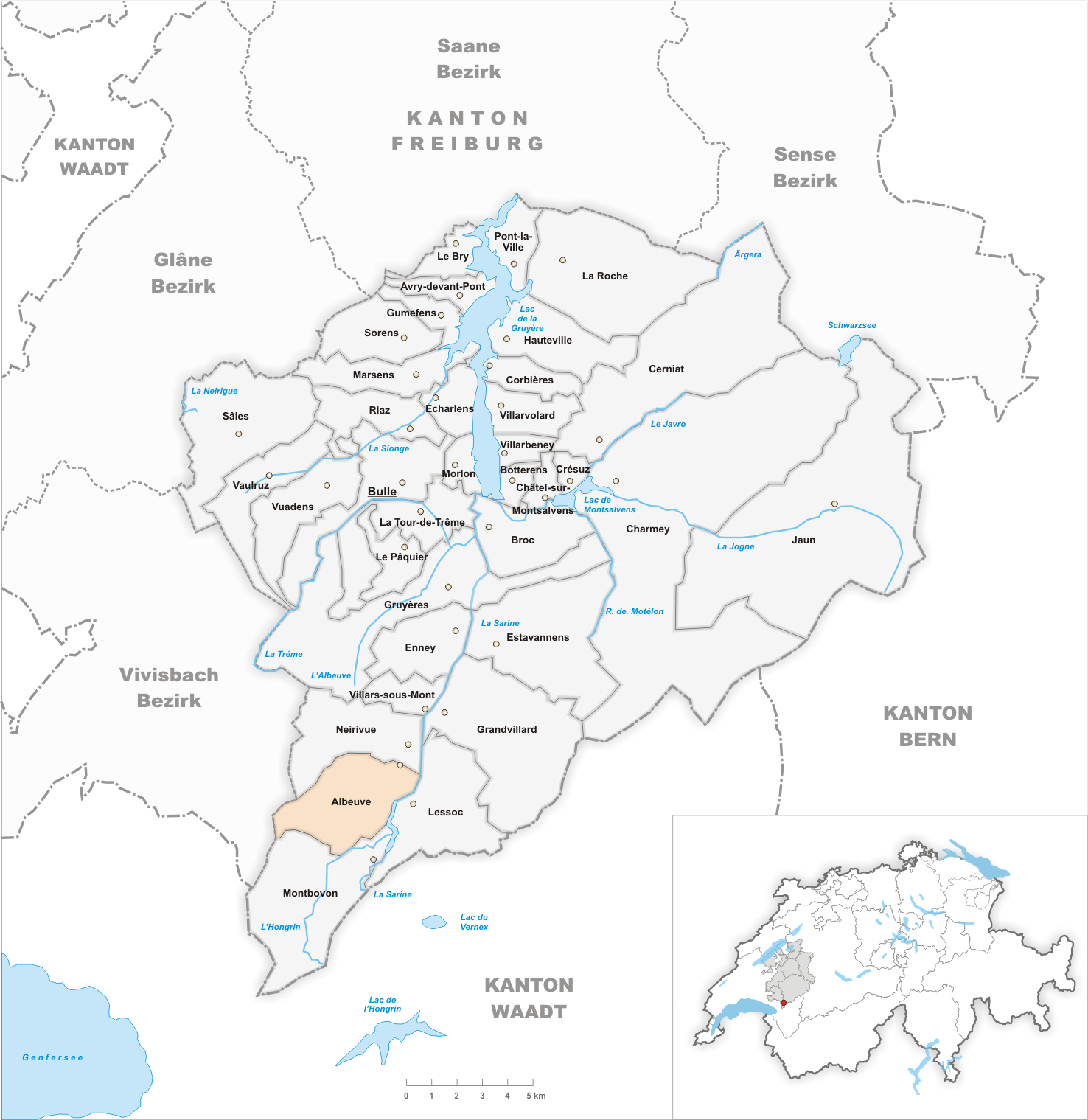
Il territorio del comune di Albeuve prima degli accorpamenti comunali del 2002

Già comune autonomo che comprendeva anche la frazione di Les Sciernes, il 1º gennaio 2002 è stato accorpato agli altri comuni soppressi di Lessoc, Montbovon e Neirivue per formare il nuovo comune di Haut-Intyamon, del quale Albeuve è il capoluogo.

## Monumenti e luoghi d'interesse

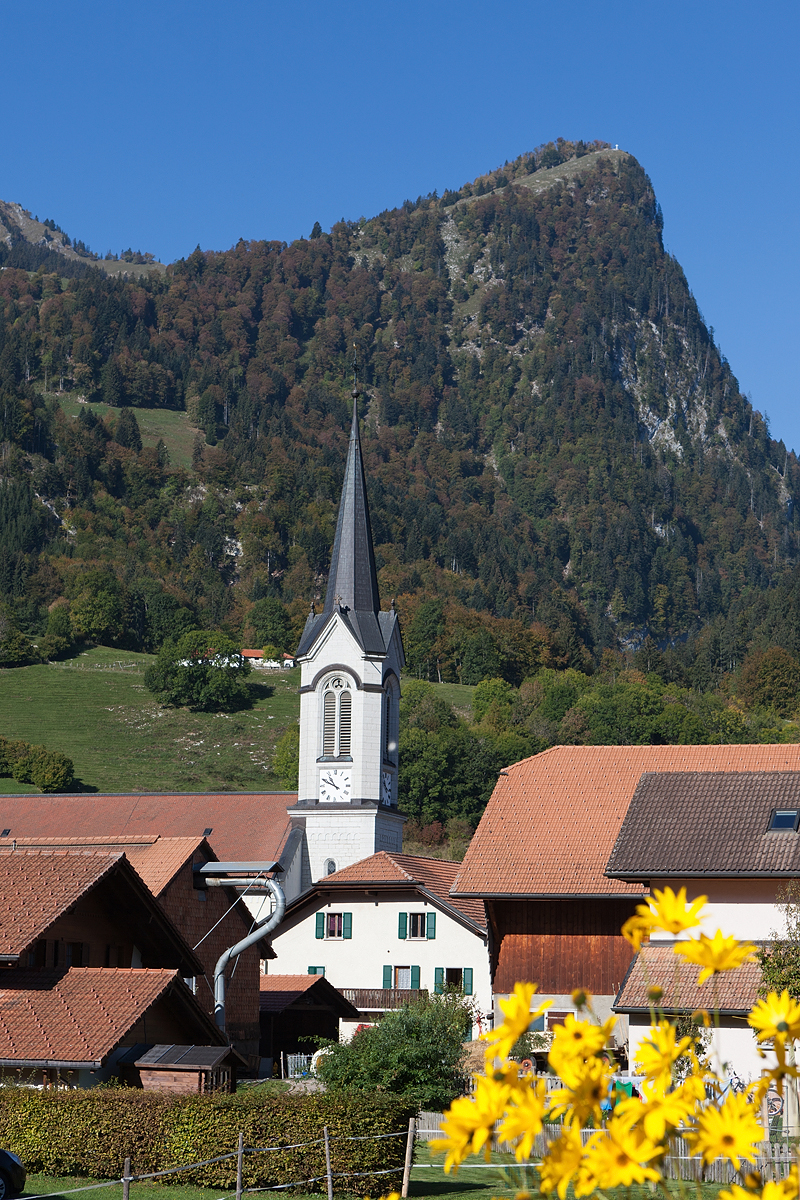
La chiesa cattolica dell'Assunzione

- Chiesa cattolica dell'Assunzione, eretta nel IX-X secolo e ricostruita nel 1876-1883[1].

## Società

### Evoluzione demografica
L'evoluzione demografica è riportata nella seguente tabella:
Abitanti censiti

## Infrastrutture e trasporti

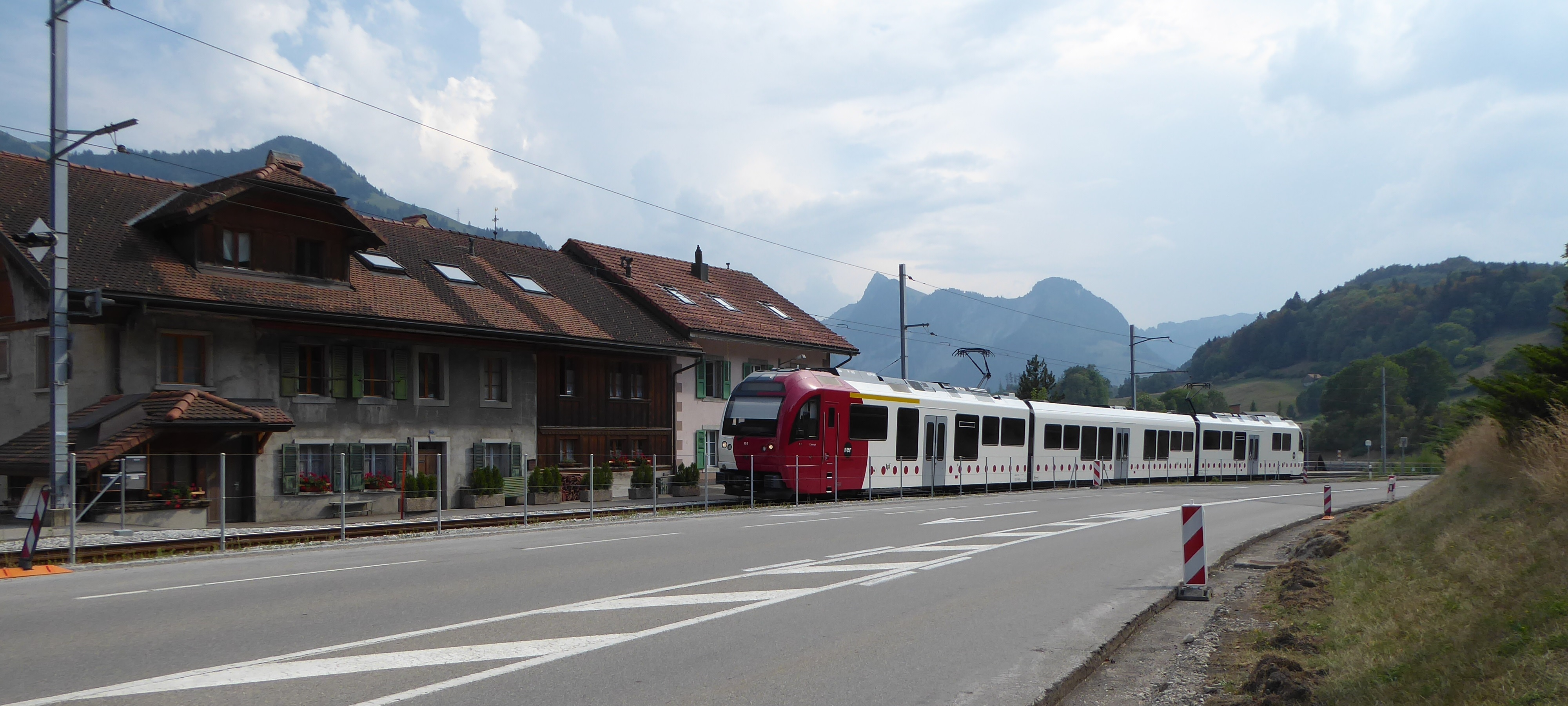
La stazione di Albeuve

Albeuve è servito dall'omonima stazione, sulla ferrovia Palézieux-Bulle-Montbovon, e da quella di Les Sciernes sulla ferrovia Montreux-Oberland Bernese.

## Amministrazione
Ogni famiglia originaria del luogo fa parte del comune patriziale che ha la responsabilità della manutenzione di ogni bene comune.